# Y. Michal Bodemann
Y. Michal Bodemann (geboren 9. März 1944 im Allgäu; gestorben am 4. Januar 2025 in Berlin) war ein deutsch-kanadischer Soziologe und Professor der University of Toronto. Seine Forschung nahm unter anderem jüdisches Leben in Deutschland in den Blick.

## Leben
Bodemann studierte nach dem Abitur in Korntal in München, Heidelberg und Mannheim und lehrte ab 1974 an der University of Toronto. An der Brandeis University promovierte er zur Sozialstruktur Süditaliens. Er hatte Gastprofessuren u. a. an der FU Berlin, Humboldt-Universität, der Universität Potsdam und den Universitäten Haifa, Tel Aviv und der Hebrew University inne. Bis 2012 war Bodemann Direktor des europäischen Büros der University of Toronto in Berlin. Nach dem Eintritt in den Ruhestand lebte er in Berlin.
Bodemann starb im Alter von 80 Jahren.

## Werk
Bodemann untersuchte in seinen Schriften neben breiteren soziologischen Fragestellungen insbesondere die deutsch-jüdischen Beziehungen in Deutschland. Dafür hat er den Begriff des Gedächtnistheaters geprägt, der auch von Max Czollek aufgegriffen wurde. Unter anderem im gleichnamigen, 1996 erschienenen Buch Gedächtnistheater. Die jüdische Gemeinschaft und ihre deutsche Erfindung vertrat Bodemann die These, dass die deutsche Erinnerungskultur vor allem zum Ziel habe, Deutschland als geläutertes Land darzustellen. Dafür käme es, etwa bei Gedenkveranstaltungen, zur kulturellen Aneignung des Jüdischen durch nicht-jüdische Deutsche, Juden seien selbst nur Statisten. Um dem zu entgehen, sollten sich „die jüdischen Vertreter [...] lossagen von ihrer alimentierten Rolle für die deutsche Politik und Kultur und sich auf sich selbst besinnen“.

## Schriften (Auswahl)
- Gedächtnistheater: die jüdische Gemeinschaft und ihre deutsche Erfindung. Rotbuch, Hamburg 1996. ISBN 978-3-88022-462-9.
- In den Wogen der Erinnerung: jüdische Existenz in Deutschland. Aufsatzsammlung. dtv, München 2002. ISBN 978-3-423-30813-7.
- A Jewish family in Germany today : an intimate portrait. Durham : Duke University Press, 2005 ISBN 0-8223-3410-0.
- Gökce Yurdakul, Y. Michal Bodemann (Hrsg.): Staatsbürgerschaft, Migration und Minderheiten: Inklusion und Ausgrenzungsstrategien im Vergleich. Übersetzung Sungur Bentürk. Wiesbaden : VS, 2010 ISBN 978-3-531-17028-2 (zuerst englisch 2006).
- (Hrsg.): The new German Jewry and the European context : the return of the European Jewish diaspora. Basingstoke : Palgrave Macmillan, 2014 (zuerst 2008) ISBN 978-0-230-52107-0.
- Hrsg. mit Micha Brumlik: Juden in Deutschland – Deutschland in den Juden: neue Perspektiven. Aufsatzsammlung. Wallstein, Göttingen 2010. ISBN 978-3-8353-0780-3.
- (Hrsg.) Die erfundene Gemeinschaft. Erinnerungspolitik, Staat und Judentum in Deutschland. Verbrecher Verlag, Berlin 2025, ISBN 978-3-95732-601-0.